# Yamila Nizetich
Paula Yamila Nizetich (Córdoba, 27 de enero de 1989) es una exjugadora argentina de voleibol. Junto a la selección argentina participó de dos Juegos Olímpicos (2016 y 2020) y dos campeonatos mundiales (2014 y 2022, donde culminó entre las cuatro mejores receptoras del certamen). A nivel de clubes fue campeona europea en 2018/19 con el club italiano Novara, además de conseguir títulos en Grecia y Alemania. Se destacó por su juego en ataque y sus aciertos en los saques.

## Carrera
Comenzó su carrera profesional en el Club Banco Nación de Córdoba, y tras un paso por el Olímpico Freyre, inició su carrera en Europa, integrando en la temporada 2007-08 el plantel del debutante en la Súperliga española Icaro Alaró de Palma de Mallorca. Al año siguiente pasó al Stade Union Francais y en la temporada 2009-10 al Red Raven Vilsbiburg alemán. En la temporada 2010-11 volvió a la liga francesa para desempeñarse en el Stella Calais. Más tarde pasó a la liga turca, donde vistió los colores del Besiktas, Nilufer Belediye y el Seramiksan. De allí pasó a la primera división italiana, primero en el Pesaro, con el que terminó en la cuarta posición de la liga 2017-18, y luego en el Igor Volley Novara, equipo que venía de consagrarse subcampeón. Con el Novara ganó la edición 2018-19 de la Liga de campeones de Europa, un logro que hasta ese momento solo habían conseguido otras tres argentinas: Mariana Conde y María del Rosario Romano en 2001 con el Edison Modena, y Romina Lamas con el Tenerife Marichal en 2004. Compartió equipo con Paola Egonu, junto a quién logró alzarse con la Copa de Italia y los subcampeonatos de liga y la Supercopa de Italia, perdidos a mano del Imoco Conegliano, al que finalmente venció en la final del torneo europeo.
Tras esta consagración en el Novara pasó al Cuneo, donde no pudo finalizar la temporada a causa de la pandemia de COVID-19. La temporada 2020-21 la vio volver al voleibol francés para desempeñarse en el Béziers Angels, donde su marido oficiaba de preparador físico. Allí compartió equipo con la también argentina Bianca Farriol. En julio de 2021 volvió a Italia para actuar como capitana en el Trentino de la serie A1. La temporada siguiente pasó al AEK Atenas de Grecia, con el que ganó la Copa de Grecia por primera vez para el equipo, llevándose el premio individual de jugadora más valiosa (MVP) de las finales. En la temporada 2025 actuó en el Olimpiacos, con el que consiguió la triple corona (Supercopa, Copa y título de Liga), tras lo cual anunció su retiro.

## Selección nacional
Como integrante del seleccionado nacional argentino participó en las siguientes competencias:
| Año  | Sede                 | Resultado     |
| ---- | -------------------- | ------------- |
| 2006 | Puerto Rico          | s/d           |
| 2008 | México               | 3.er puesto   |
| 2009 | Miami                | 7.º puesto    |
| 2010 | México               | quinto puesto |
| 2011 | México               | quinto puesto |
| 2013 | Perú                 | 3.er puesto   |
| 2014 | México               | 4.º puesto    |
| 2015 | Perú                 | 3.er puesto   |
| 2015 | Canadá               | quinto puesto |
| 2016 | República Dominicana | quinto puesto |
| 2017 | Perú                 | quinto puesto |
| 2018 | República Dominicana | 10.º puesto   |

| Año  | Competencia                          | Sede    | Resultado   |
| ---- | ------------------------------------ | ------- | ----------- |
| 2005 | Copa Mundial Sub-19                  | China   | 8.º puesto  |
| 2011 | Gran Prix Mundial (FIVB)             | China   | s/d         |
| 2012 | Gran Prix Mundial (FIVB)             | China   | s/d         |
| 2013 | Gran Prix Mundial (FIVB)             | Japón   | s/d         |
| 2014 | Gran Prix Mundial (FIVB)             | Japón   | s/d         |
| 2014 | Campeonato Mundial FIVB              | Italia  | s/d         |
| 2015 | Gran Prix Mundial (FIVB)             | EE. UU. | s/d         |
| 2016 | Juegos Olímpicos                     | Brasil  | 11.º puesto |
| 2017 | Montreux Volley Masters              | Suiza   | 4.º puesto  |
| 2018 | Liga de Naciones del Voleibol (FIVB) | Varias  | s/d         |

## Trayectoria
A nivel de club fue integrante del plantel de jugadoras en las siguientes instituciones deportivas:
- Banco Nación Argentina - Córdoba (2000–2004)
- Olímpico Freyre - Córdoba (2004–2007)[8]
- Ícaro Palma (2007–2008)
- SF Paris Saint Cloud (2008–2009)
- Rote Raben Vilsbiburg (2009–2010)
- Stella Étoile Sportive Calais (2010–2013)
- Beşiktaş (2013–2014)
- Nilüfer Belediyespor (2014–2015)
- Seramiksan SK (2015–2017)
- Volley Pesaro (2017– 2018)
- Igor Gorgonzola Novara (2018 - 2019)
- Cuneo Granda Volley (2019 - 2020)
- Béziers Angels Volley (2020 - 2021)
- Trentino Rosa Volley (2021 - 2022)
- AEK Atenas (2022 - 2023)
- Olympiakos Pireo (2023 - 2025)

## Palmarés

### Rote Raben Vilsbiburg
- Campeonato de Alemania (1): 2009/2010

### AGIL Volley
- Copa de Italia (1) : 2018/2019
- Liga de Campeones (1): 2018/2019

### AEK Atenas
- Copa de Grecia (1): 2023

### Olympiakos Pireo
- Copa de Grecia (2): 2024, 2025
- Supercopa de Grecia (1): 2024
- Campeonato de  Grecia (1): 2024/2025

## Premios individuales
- Premio Konex -Diploma al Mérito- (2020)